# توماس لیبی
توماس لیبی (انگلیسی: Thomas Libiih؛ زادهٔ ۱۷ نوامبر ۱۹۶۷) بازیکن سابق و مربی فوتبال اهل کامرون است.
از باشگاه‌هایی که در آن بازی کرده‌است می‌توان به اشاره کرد.
وی همچنین در تیم ملی فوتبال کامرون بازی کرده‌است.